# 埃戴爾
埃戴爾（英語：Adel）是位於美国艾奥瓦州達拉斯縣的一個城市。據2020年人口普查，阿戴爾有人口6,153人。阿戴爾是達拉斯縣的縣治所在地。